# Morton by Gainsborough
Morton by Gainsborough – wieś i civil parish w Anglii, w Lincolnshire, w dystrykcie West Lindsey. W 2011 roku civil parish liczyła 1325 mieszkańców. Morton jest wspomniana w Domesday Book (1086) jako Mortum/Mottune.